# Anja Weber
Pour les articles homonymes, voir Weber.
 (mars 2025).
Si vous disposez d'ouvrages ou d'articles de référence ou si vous connaissez des sites web de qualité traitant du thème abordé ici, merci de compléter l'article en donnant les références utiles à sa vérifiabilité et en les liant à la section « Notes et références ».
Anja Weber, née le 29 juin 2001 à Wetzikon, est une fondeuse suisse.

## Carrière
Anja Weber a aussi pratiqué le triathlon et elle a participé aux Jeux olympiques de la jeunesse de 2018 où elle monte deux fois sur le podium : elle remporte le titre en relais mixte au sein d'une équipe Europe et une médaille de bronze en individuelle.
Elle participe au Festival olympique d'hiver de la jeunesse européenne 2019 à Sarajevo où elle remporte deux titres individuels (7,5 km classique et cinq km libre) ainsi qu'une médaille de bronze par équipe.
Weber remporte la médaille d'or au relais aux championnats du monde junior de ski nordique 2020 à Oberwiesenthal.
Elle fait ses débuts sur le circuit sénior lors de la saison 2021-2022 en coupe du monde avec une première participation le 11 décembre 2021 à Davos en sprint (54e place) ; elle participe aux épreuves de ski de fond aux Jeux olympiques de 2022 à Pékin, où elle se classe 55e au 10 km et 49e au sprint. Elle sera tout juste après sacrée championne U23 sur 10 km classique.
Elle participe aux championnats du monde 2023 à Planica, où elle se classe 35e au 10 km, 31e au 30 km, 5e au sprint par équipes et 10e au relais.
Le 13 décembre 2024, elle réalise son premier podium en Coupe du monde, lors du sprint par équipes organisé à Davos et une médaille de bronze.
Aux Championnats du monde à Trondheim 2025, elle remporte la médaille de bronze au sprint par équipes avec Nadine Fähndrich et se classe plus modestement dix-neuvième en sprint et en skiathlon.

## Palmarès

### Jeux olympiques d'hiver
| Épreuve / Édition | Sprint | Sprint    | 10 km | 10 km     | Skiathlon 2 × 7,5 km | 30 km | Relais | Relais   |
| Épreuve / Édition | libre  | classique | libre | classique | Skiathlon 2 × 7,5 km | 30 km | Sprint | 4 × 5 km |
| JO 2022 Pékin     | 49e    | —         | —     | 55e       | —                    | —     | 7e     | —        |

### Championnats du monde
| Épreuve / Édition       | Sprint                           | Sprint                           | 10 km                            | 10 km                            | Skiathlon 2 × 7,5 km | 30 km | Relais | Relais   |
| Épreuve / Édition       | libre                            | classique                        | libre                            | classique                        | Skiathlon 2 × 7,5 km | 30 km | Sprint | 4 × 5 km |
| Mondiaux 2023 Planica   | Épreuve inexistante à cette date | —                                | 35e                              | Épreuve inexistante à cette date | —                    | 31e   | 5e     | 10e      |
| Mondiaux 2025 Trondheim | 19e                              | Épreuve inexistante à cette date | Épreuve inexistante à cette date | —                                | 19e                  |       | Bronze |          |

Légende :
- : première place, médaille d'or
- : deuxième place, médaille d'argent
- : troisième place, médaille de bronze
- : pas d'épreuve
- — : Non disputée

### Coupe du monde
- Meilleur classement général : - en -
- podiums individuels :
- podiums en sprint par équipes :
- podiums dans une étape de Coupe du monde :
- podium en relais mixte :